# دييغو لوبيز (دبلوماسي)
دييغو لوبيز (بالإسبانية: Diego López Pacheco y Portugal)‏ (و. 1599 – 1653 م) هو دبلوماسي، وسياسي إسباني، ولد في بيلمونتي، قونكة، توفي في بنبلونة، عن عمر يناهز 54 عاماً.

## مناصب
تولى منصب Viceroy of New Spain ‏
.

## التعليم
تعلم في جامعة سلامنكا
.